# Olympische Sommerspiele 1976/Teilnehmer (Iran)
| Gelbes Symbol für Goldmedaillen mit stilisierten Olympischen Ringen | Graues Symbol für Silbermedaillen mit stilisierten Olympischen Ringen | Braundes Symbol für Bronzemedaillen mit stilisierten Olympischen Ringen |
| ------------------------------------------------------------------- | --------------------------------------------------------------------- | ----------------------------------------------------------------------- |
| —                                                                   | 1                                                                     | 1                                                                       |

Iran nahm an den Olympischen Sommerspielen 1976 in Montreal mit einer Delegation von 84 Athleten (80 Männer und 4 Frauen) an 50 Wettkämpfen in neun Sportarten teil. 
Die iranischen Sportler gewannen je eine Silber- und eine Bronzemedaille, womit der Iran den 33. Platz im Medaillenspiegel belegte. Der Ringer Mansour Barzegar gewann im Freistilringen des Weltergewichts die Silbermedaille, Bronze sicherte sich der Gewichtheber Mohammad Nassiri. Fahnenträger bei der Eröffnungsfeier war der Ringer Moslem Eskandar-Filabi.

## Teilnehmer nach Sportarten

### Boxen
- Sayed Bashiri
Halbfliegengewicht: in der 1. Runde ausgeschieden

- Behzad Ghaedi
Federgewicht: im Achtelfinale ausgeschieden

- Parviz Bahmani
Leichtgewicht: im Achtelfinale ausgeschieden

- Ali Bahri Khomani
Weltergewicht: in der 1. Runde ausgeschieden

- Mohamed Azar Hazin
Halbmittelgewicht: im Achtelfinale ausgeschieden

- Parviz Badpa
Schwergewicht: im Achtelfinale ausgeschieden

### Fechten
Männer
- Hossein Niknam
Florett: 33. Platz
Florett Mannschaft: 9. Platz

- Ahmed Akbari
Florett: 38. Platz
Florett Mannschaft: 9. Platz
Säbel Mannschaft: 9. Platz

- Ali Asghar Pashapour
Florett: 38. Platz
Florett Mannschaft: 9. Platz
Degen Mannschaft: 11. Platz

- Sarkis Assatourian
Degen: 32. Platz
Florett Mannschaft: 9. Platz
Degen Mannschaft: 11. Platz

- Iraj Dastgerdi
Degen: 49. Platz
Degen Mannschaft: 11. Platz

- Esfandihar Zarnegar
Degen: 58. Platz
Degen Mannschaft: 11. Platz

- Ismail Pashapour
Säbel: 34. Platz
Säbel Mannschaft: 9. Platz

- Ahmed Eskandarpour
Säbel: 37. Platz
Säbel Mannschaft: 9. Platz

- Abdul Hamid Fathi
Säbel: 43. Platz
Säbel Mannschaft: 9. Platz

Frauen
- Jhila Al-Masi
Florett: 37. Platz
Florett Mannschaft: 9. Platz

- Gitty Moheban
Florett: 42. Platz
Florett Mannschaft: 9. Platz

- Mahvash Shafaie
Florett: 45. Platz
Florett Mannschaft: 9. Platz

- Mariam Atchak
Florett Mannschaft: 9. Platz

### Fußball
Männer
- im Viertelfinale ausgeschieden
Nasrollah Abdollahi
Andranik Eskandarian
Ebrahim Ghassempour
Nasser Hejazi
Ghafour Jahani
Ali Reza Khorshidi
Gholam Mazloomi
Sahameddin Mir Fakhraie
Hassan Nayebagha
Hassan Nazari
Nasser Nouraie
Ali Parvin
Parviz Ghelichkhani
Hassan Roshan
Bijan Zolfaghar Nasab

### Gewichtheben
- Mohammad Nassiri
Fliegengewicht: Bronze

- Fazlollah Dehkhoda
Bantamgewicht: 8. Platz

- Feyzollah Nasseri
Bantamgewicht: 10. Platz

- Davoud Maleki
Federgewicht: 6. Platz

- Mehdi Attar Ashrafi
Mittelgewicht: 13. Platz

- Houshang Kargarnejad
Schwergewicht: 17. Platz

- Ali Valli
Schwergewicht: Wettkampf nicht beendet

### Leichtathletik
Männer
- Ayoub Bodaghi
100 m: im Vorlauf ausgeschieden
200 m: im Vorlauf ausgeschieden

- Hossein Rabbi
5000 m: im Vorlauf ausgeschieden
10.000 m: im Vorlauf ausgeschieden

- Teymour Ghiassi
Hochsprung: 22. Platz

- Salman Hessam
Diskuswurf: 28. Platz

### Radsport
- Mohamed Ali Acha-Cheloi
Straßenrennen: Rennen nicht beendet

- Hassan Aryanfard
Straßenrennen: Rennen nicht beendet
Mannschaftszeitfahren: 24. Platz

- Asghar Khodayari
Straßenrennen: Rennen nicht beendet
Mannschaftszeitfahren: 24. Platz

- Mahmoud Delshad
Straßenrennen: Rennen nicht beendet

- Khosro Haghgosha
Mannschaftszeitfahren: 24. Platz

- Gholam Hossein Koohi
Mannschaftszeitfahren: 24. Platz
Bahn 4000 m Einerverfolgung: Rennen nicht beendet

- Masoud Mobaraki
Bahn 1000 m Zeitfahren: 25. Platz

### Ringen
- Khalil Rashid Mohamed Zadeh
Papiergewicht, griechisch-römisch: 8. Platz

- Morad Ali Shirani
Fliegengewicht, griechisch-römisch: 6. Platz

- Gholam Reza Ghassab
Federgewicht, griechisch-römisch: in der 3. Runde ausschieden

- Jafar Alizadeh
Leichtgewicht, griechisch-römisch: in der 3. Runde ausschieden

- Houshang Montazeralzohour
Mittelgewicht, griechisch-römisch: in der 2. Runde ausschieden

- Hashem Kolahi
Halbschwergewicht, griechisch-römisch: in der 3. Runde ausschieden

- Bahram Moshtaghi
Schwergewicht, griechisch-römisch: in der 2. Runde ausschieden

- Sobhan Rouhi
Papiergewicht, Freistil: in der 4. Runde ausschieden

- Habib Fatah-Gharalar
Fliegengewicht, Freistil: in der 3. Runde ausschieden

- Ramezan Kheder
Bantamgewicht, Freistil: 5. Platz

- Mohsen Farahvash
Federgewicht, Freistil: 4. Platz

- Mohamed Reza Navaei
Leichtgewicht, Freistil: in der 4. Runde ausschieden

- Mansour Barzegar
Weltergewicht, Freistil: Silber

- Mohamed Hassan Mohebbi
Mittelgewicht, Freistil: in der 2. Runde ausschieden

- Ali Reza Soleimani
Halbschwergewicht, Freistil: in der 3. Runde ausschieden

- Reza Sokhtesaraie
Schwergewicht, Freistil: in der 3. Runde ausschieden

- Moslem Eskandar-Filabi
Superschwergewicht, Freistil: 7. Platz

### Schießen
- Mohammad Alidjani-Momer
Trap: 41. Platz

- Houshang Ghazvini
Trap: 43. Platz

- Esfandiar Lari
Skeet: 54. Platz

- Kamil Jafari
Skeet: 62. Platz

### Wasserball
Männer
- 12. Platz
Firouz Abdul Mohammadian
Jahangir Tavakoli
Haydar Shonjani
Ahmed Paidayesh
Darioush Mohammadi
Bahram Tavakoli
Kamran Firouzpour
Manouchehr Parchami-Araghi
Hussain Nassim
Abdul Reza Majdpour
Ahmed Yaghoti